# Demonii (roman)
Demonii este un roman al scriitorului rus Feodor Dostoievski publicat pentru prima oară în 1872. Este un roman politic despre ideile ideologilor de stânga din Rusia acelor vremuri (pe care scriitorul le consideră demonice), descriind amoralitea unui grup de așa-ziși revolutionari, conduși de maleficul  și manipulatorul de conștiințe Piotr Verhovenski. 